# IPhone SE (3. Generation)
Das dritte iPhone SE (inoffiziell zur Unterscheidung auch iPhone SE 3 oder iPhone SE 2022 genannt) ist ein Smartphone der iPhone-Reihe von Apple. Es wurde am 18. März 2022 vorgestellt. Es ähnelt dem iPhone 8 in Abmessungen und Aussehen. Das SE steht für Special Edition.

## Design

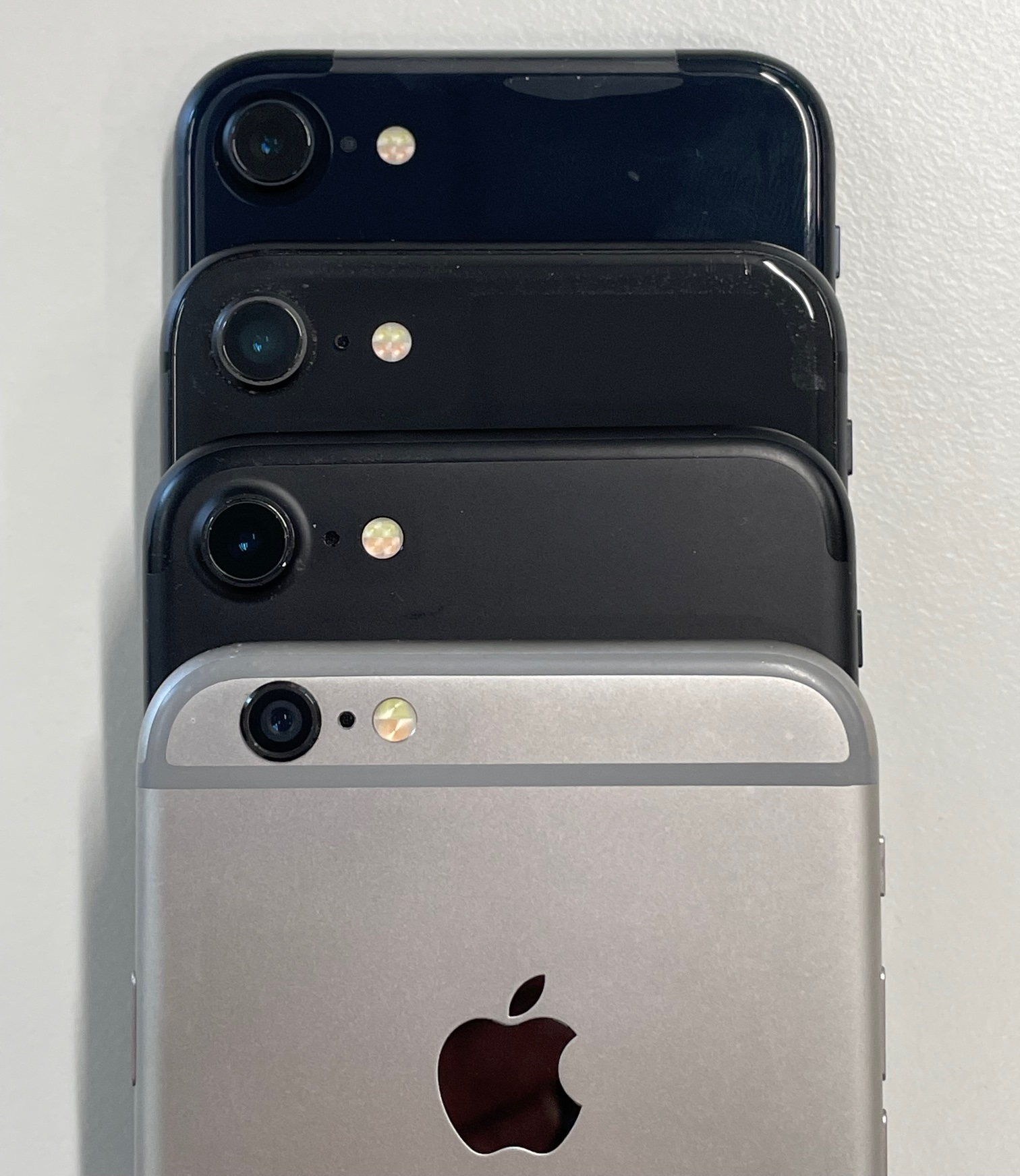
Rückseite diverser iPhone-Generationen. Von oben nach unten: iPhone SE (3. Generation), iPhone 8, iPhone 7, iPhone 6

Das Design des dritten iPhone SE ist nahezu identisch mit seinem Vorgänger, dem des iPhone SE (2020), und dem des 2017 erschienenen iPhone 8. Es gibt nur kleinere Änderungen und neue Farben. Wie beim Vorgänger haben alle Farben eine schwarze Front. Das Gerät wird in den Farben Mitternacht (Schwarz), Polarstern (Weiß) und Product Red angeboten. In Europa sind die CE-Kennzeichnung und das WEEE-Symbol (durchkreuzte Mülltonne) nicht mehr auf der Rückseite, sondern wie beim iPhone 12 und seinen Nachfolgern auf dem Rahmen.
Vorder- und Rückseite bestehen aus Glas. Apple schreibt, es sei „das härteste Glas in einem Smartphone“, nennt aber sonst keine weiteren Details. Der Rahmen besteht aus Aluminium.

## Technische Daten

### Größe

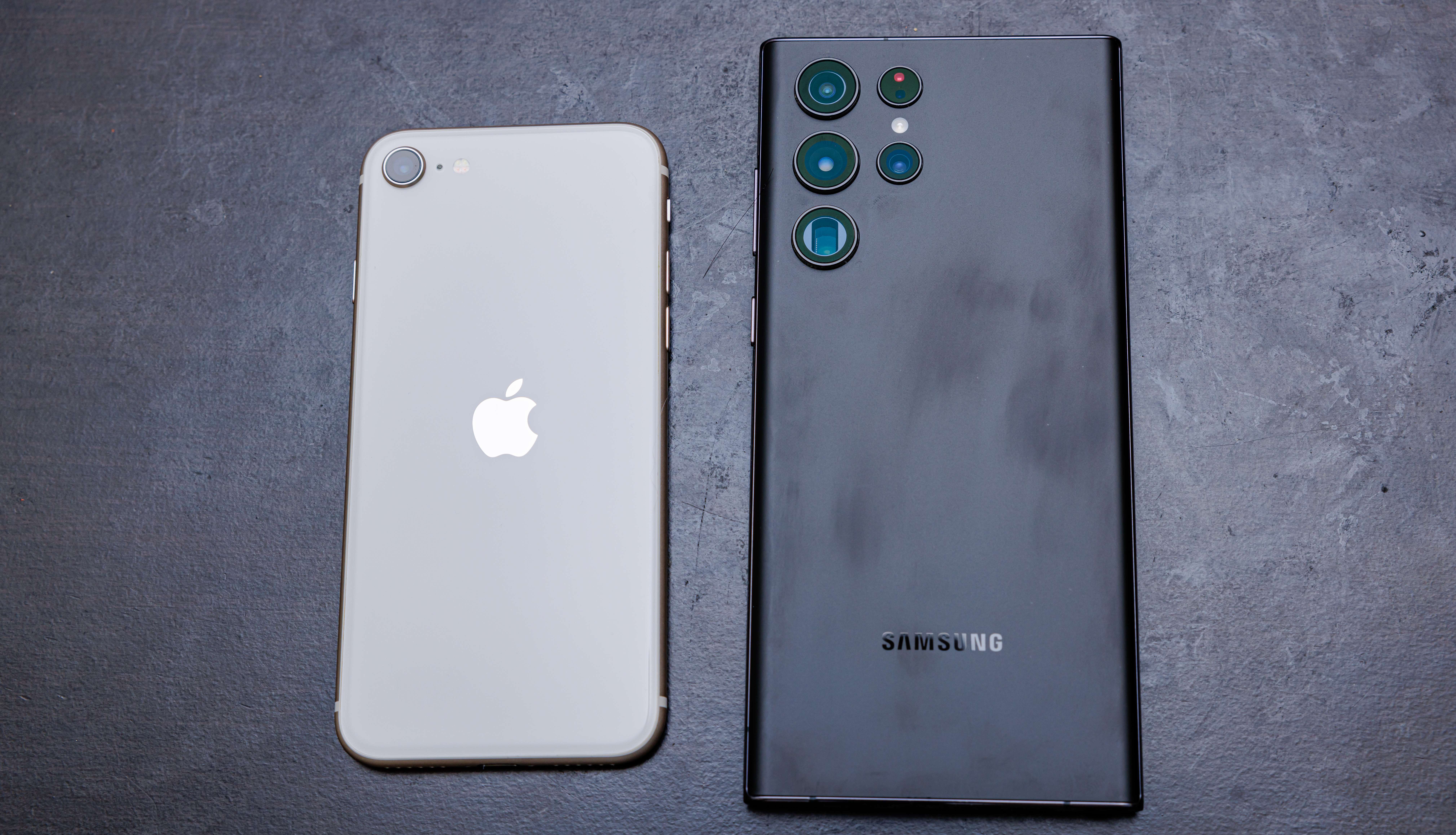
iPhone SE 3 in Polarstern neben einem Samsung Galaxy S22 Ultra. Letzteres ist näher an der durchschnittlichen Größe von Smartphones des Jahres 2022

Mit einer Bildschirmdiagonale von 120 mm (4,7 Zoll) gehört die dritte Generation des iPhone SE zum Zeitpunkt der Markteinführung zu den kleinsten serienmäßig produzierten Smartphones. Trotzdem ist es zwanzig Prozent größer als die erste Generation des iPhone SE (2016), dessen Bildschirmdiagonale 100 mm (4 Zoll) betrug.

### Hardware
Das iPhone SE (2022) enthält das Apple A15 Bionic System-on-a-Chip (SoC) mit einer 4-Kern GPU und einer „Neural Engine“ (KI-Beschleuniger) mit 16 Kernen. Es ist in drei internen Speicherkonfigurationen erhältlich; 64 GB, 128 GB und 256 GB. Das iPhone SE (2022) hat die gleiche Bewertung für Staub- und Wasserfestigkeit wie sein Vorgänger und das iPhone 8 (IP67, staubdicht/30 Minuten bei 1 m Wassertiefe).
Das iPhone SE (2022) bietet Dual-SIM mit einer Nano-SIM und einer eSIM (bis auf die China-Variante (A2785), die über zwei Nano-SIM-Steckplätze verfügt).

#### Display
Das iPhone SE (2022) hat das gleiche Retina-HD-Display wie das iPhone 8 (4,7 Zoll Diagonale), mit True Tone und breitem DCI-P3-Farbraum. Die typische Helligkeit beträgt 625 cd/m2 und der Kontrast 1400:1. Es unterstützt die Formate HDR10, Dolby Vision und HLG.

#### Kamera
Das iPhone SE (2022) verfügt auf der Rückseite über eine 12-Megapixel-Kamera mit einer Frontlinse, wie das Vorgängermodell und das iPhone 8. Die Rückenkamera verfügt über eine ƒ/1.8 Blende, Autofokus, optische Bildstabilisierung und einen LED True Tone Blitz mit Langzeitsynchronisation. Sie kann 4K-Video mit 24 fps, 25 fps, 30 fps, oder 60 fps, 1080p HD-Video mit 25 fps, 30 fps oder 60 fps, und 720p HD-Video mit 30 fps aufzuzeichnen. Das Telefon kann Panoramabilder mit bis zu 63 MP Fotos im Burst-Modus aufnehmen. Im Vergleich zum Vorgängermodell und dem iPhone 8 bietet der neue Prozessor des iPhone SE (2022) Unterstützung für Videos mit erweitertem Dynamikbereich bis zu 30 fps und Stereo-Tonaufzeichnung.
Die Frontkamera hat 7 Megapixel mit einer ƒ/2.2-Blende und Autofokus und kann 1080p-HD-Video mit 25 fps oder 30 fps aufnehmen. Sie verfügt über eine kinematische Videostabilisierung für 1080p- und 720p-Video und Zeitlupenvideo mit 120 fps.
Die dritte Generation des iPhone SE bietet aufgrund des A15 Bionic-SoC einige neue Kamerafunktionen. So unterstützt die Rückkamera, wie auch das iPhone 13 und 13 Pro, Smart HDR 4. Die Rückkamera unterstützt bei Videoaufnahme bis zu 30 fps einen erweiterten Dynamikbereich, Stereo-Tonaufnahme und kinematische Stabilisierung. Beide Kameras des iPhone SE (2022) unterstützen den Porträt-Modus und das Porträt-Licht. Das iPhone SE (2022) unterstützt im Gegensatz zum iPhone 13 nur die Porträt-Aufnahmen von Menschen, da die einzelne Kamera keine Tiefeninformationen liefern kann und stattdessen auf software-gestütztem Maschinellem Lernen basiert. Wie das iPhone 13 und iPhone 13 Pro bietet der Porträt-Modus Tiefenkontrolle und fortschrittliches Bokeh. Das iPhone SE (2022) unterstützt Deep Fusion und Fotografische Stile, beherrscht jedoch im Gegensatz zu höherpreisigen iPhone-Modellen weder Nacht- noch Kino-Modus.

## Zugehörige Produkte
Der Hersteller bietet passendes Zubehör für die Geräte an. Darunter sind Hüllen aus Leder oder Silikon in verschiedenen Farben:
| Material | Preis      | Farbe            | Modellnummer |
| -------- | ---------- | ---------------- | ------------ |
| Silikon  | 39 € (D/A) | Kalkrosa         | MN6G3ZM/A    |
| Silikon  | 39 € (D/A) | Abyssblau        | MN6F3ZM/A    |
| Silikon  | 39 € (D/A) | Mitternacht      | MN6E3ZM/A    |
| Silikon  | 39 € (D/A) | Rot              | MN6H3ZM/A    |
| Leder    | 49 € (D/A) | Mitternachtsblau | MXYN2ZM/A    |
| Leder    | 49 € (D/A) | Schwarz          | MXYM2ZM/A    |
| Leder    | 49 € (D/A) | Rot              | MXYL2ZM/A    |

Aufgrund gleicher Abmessungen sind die Hüllen ebenfalls mit dem iPhone SE der zweiten Generation und dem iPhone 8 kompatibel. Im Umkehrschluss sind auch die Hüllen dieser Geräte mit dem iPhone SE der dritten Generation kompatibel.
Die Hüllen passen ebenfalls für das iPhone 7. Da das iPhone 7 geringfügig kleiner ist, ist umgekehrt die Passgenauigkeit von iPhone-7-Hüllen mit dem iPhone SE nicht garantiert. Die Hüllen könnten enger sitzen und im schlechtesten Fall den Schutz beeinträchtigen.
Die Hülle aus Leder wurde vom iPhone SE der zweiten Generation übernommen, wie an den Farben und Produktbildern zu erkennen. Seit 2023 ist die Hülle aus Leder nicht mehr verfügbar.

## Verfügbarkeit
Das iPhone SE war zur Vorbestellungsphase am 11. März 2022 mit 64, 128 und 256 GB Speicher in Deutschland für 519 €, 569 € und 689 € erhältlich, jeweils 40 € mehr als der Vorgänger bei gleicher Speichergröße.
Nach der Vorstellung des iPhone 14 am 7. September 2022 wurden die Preise auf 549 €, 619 € und 749 € erhöht.
| Speicher | 11. März 2022 | 7. September 2022 |
| -------- | ------------- | ----------------- |
| 64 GB    | 519 € (562 €) | 549 € (594 €)     |
| 128 GB   | 569 € (616 €) | 619 € (670 €)     |
| 256 GB   | 689 € (746 €) | 749 € (811 €)     |